# Malmgrenia ampulliferoides
Malmgrenia ampulliferoides är en ringmaskart som beskrevs av Uschakov och Wu 1959. Malmgrenia ampulliferoides ingår i släktet Malmgrenia och familjen Polynoidae. Inga underarter finns listade i Catalogue of Life.